# Myrkur
Myrkur — сольный музыкальный проект датской исполнительницы Амалии Бруун. Слово myrkur переводится с исландского как «тьма». Музыка Myrkur не укладывается в рамки одного жанра и колеблется даже в рамках одного альбома от скандинавской фолк-музыки до атмосферного блэк-метала. Альбомы Myrkur выпускает лейбл Relapse Records.

## История
Дебютным для проекта стал одноимённый мини-альбом 2014 года, до выхода которого лейбл скрывал настоящее имя исполнительницы. Вокал и все гитарные партии на мини-альбоме принадлежат Бруун, ударником выступил её друг Рекс Мирнур (дат. Rex Myrnur). В декабре того же года был выпущен демо-сингл «Skaði».
О скором выходе полноформатного альбома было объявлено в июне 2015 года, одновременно с этим был выпущен цифровой сингл «Onde børn». В июле состоялось первое концертное выступление Myrkur на фестивале в Роскилле. Получивший название M альбом вышел в августе 2015 года, его сопродюсером выступил Кристофер Рюгг, ударником — Øyvind Myrvoll из Dødheimsgard и Nidingr, а часть гитарных партий исполнил Teloch из Mayhem и Nidingr. Альбом был удостоен награды датского журнала Gaffa в категории «датский хард-рок-альбом года».
В интервью Амалия отметила среди повлиявших на музыку Myrkur группы Darkthrone и Ulver, а также композитора Эдварда Грига.
15 сентября 2017 года вышел второй полноформатный альбом, получивший название Mareridt (с дат. — «Кошмар»). На нём блэк- и готик-металлические композиции, в которых Амалия исполняет партии и чистого вокала, и гроула, перемежаются с медитативными фолк-песнями.
Новый альбом Folkesange (с дат. — «Народные песни») вышел 20 марта 2020 года. На нём Амалия окончательно ушла от блэк-метала в сторону фолк-музыки.

## Дискография
- 2014 — «Nattens barn» (сингл)
- 2014 — Myrkur (EP)
- 2014 — «Skaði» (демо-сингл)
- 2015 — «Onde børn» (сингл)
- 2015 — M (полноформатный)
- 2015 — «Den lille piges død» (сингл)
- 2016 — Mausoleum (концертный)
- 2017 — «Två Konungabarn» (сингл)
- 2017 — Mareridt (полноформатный)[4][5][6][7][8]
- 2018 — «Juniper» (сингл)
- 2018 — «Bonden og Kragen» (сингл)
- 2020 — Folkesange (полноформатный)[9][10][11][12][13][14][15][16]
- 2023 — Ragnarok (EP)
- 2023 — Spine (полноформатный)

## Видеоклипы
- 2014 — «Nattens Barn»[17]
- 2015 — «Onde Børn»[18]
- 2017 — «Ulvinde»[19]
- 2018 — «Juniper»[20]
- 2019 — «Leaves of Yggdrasil»[21]
- 2020 — «Ella»[22]
- 2023 — «Mothlike»[23]